# Alex García Mendoza
Álex Maxwell García Mendoza (ur. 2 czerwca 1993 roku w Matanzas) – kubański judoka występujący w kategorii powyżej 100 kg.

## Kariera
Trzykrotny brązowy medalista z Panamerykańskich Mistrzostwach w Judo z 2013, 2015 oraz 2016 roku.
Obecnie (2016 rok) trenuje na Hawanie w grupie szkoleniowej Justa Nody. W 2015 roku zastąpił w reprezentacji, w kategorii powyżej 100 kg, Oscara Braisona. W tym samym roku zdobył brązowy medal na Igrzyskach panamerykańskich. Zakwalifikował się do Igrzysk olimpijskich w Rio de Janeiro, gdzie był jedną z większych niespodzianek turnieju. W walce o brązowy medal przegrał z reprezentantem Izraela Or Sasonem.